# Zodarion ohridense
Zodarion ohridense là một loài nhện trong họ Zodariidae.
Loài này thuộc chi Zodarion. Zodarion ohridense được Jörg Wunderlich miêu tả năm 1973.